# إيالة أغر
إيالة أغر (بالتركية العثمانية: إيالت اگير) هي إيالة عثمانية تضم أجزاءً من المجر صربيا سلوفاكيا اليوم.

## التقسيمات الإدارية
شملت الإيالة السناجق الآتية:
1. سنجق أغر
2. سنجق سزجد
3. سنجق زولنوك
4. سنجق سيسين
5. سنجق هاتفان
6. سنجق كرمان
7. سنجق نوفيغراد
8. سنجق فيلاك.